# Résolution 2118 du Conseil de sécurité des Nations unies
Membres permanents
- Chine
- États-Unis
- France
- Royaume-Uni
- Russie

Membres non permanents
- Argentine
- Australie
- Azerbaïdjan
- Corée du Sud
- Guatemala
- Luxembourg
- Maroc
- Pakistan
- Rwanda
- Togo

Résolution no 2117 Résolution no 2119
La résolution 2118 du Conseil de sécurité des Nations unies est une résolution du Conseil de sécurité des Nations unies ayant pour objet l'utilisation d'armes chimiques en Syrie. Elle fut adoptée à l'unanimité le 27 septembre 2013.